# جاستن هوانغ
جاستن هوانغ (بالصينية: 黃健庭) هو سياسي تايواني، ولد في 6 نوفمبر 1959 في تايوان. حزبياً، نشط في الكومينتانغ. وقد انتخب Magistrates of Taitung County ‏ (20 ديسمبر 2009 – ).